# Республіка Тайвань (1895)
Республіка Тайвань (Формоза) — колишня недовготривала республіка, яка утворилась на острові Тайвань у 1895 році після формальної передачі Тайваня китайською династією Цін Японській імперії за договором Сімоносекі та була незабаром окупована японськими військами. Республіка проіснувала 151 день: проголошена 23 травня 1895 року і припинила своє існування 21 жовтня, коли Тайнань, столицю республіки, захопили японці. Хоча її іноді називають першою східноазійською республікою в історії, насправді до неї існували Республіка Ланьфан на Борнео, заснована в 1777 році, а також Республіка Едзо в Японії, заснована в 1869 році.

## Етимологія
Назва Формоза походить від порт. Ilha Formosa («гарний острів»), названий португальськими мореплавцями у 1542 році. Назва «Формоза» згодом витіснила всі інші в європейській літературі і залишалася загальновживаною серед англомовних держав до ХХ століття.

## Передісторія
У 1894 році Китай і Японія вступили у війну. За кілька місяців японці розбили китайський бейянський флот, розбили китайські армії в Маньчжурії та захопили Порт-Артур і Вейхайвей. Хоча майже всі бойові дії велися на півночі Китаю, Японія мала важливі територіальні амбіції на півдні Китаю. Коли війна наближалася до кінця, японці вимагали передати Тайвань Японії згідно з мирним договором, погрожуючи, що можуть його окупувати. У березні 1895 р. в японському місті Сімоносекі почалися мирні переговори між Японією і Китаєм. Хоча військові дії в північному Китаї були призупинені під час цих переговорів, Тайвань і Пескадорські острови не підпадали під перемир'я. Це дозволило японцям розпочати військову операцію на Пескадорських островах у березні 1895 року, не ставлячи під загрозу переговори. Пескадорські острови, що лежали посередині між материковим Китаєм і Тайванем, були ключем до успішної окупації останнього. Під час стрімкої військової кампанії в останній тиждень березня японці захопили острови, запобігши відправленню подальших китайських підкріплень через Тайванську протоку на Тайвань. Китайська сторона постала перед фактом поразки та була змушена підписати договір Сімоносекі 17 квітня 1895 року. Згідно з договором, Китай поступався на користь Японії островом Тайвань. 10 травня адмірал Кабаяма Сукенорі був призначений першим японським генерал-губернатором Тайваню.

## Проголошення Республіки
Коли інформація про умови договору дійшла до Тайваню, ряд провідних діячів на чолі з Цю Фенцзя вирішили не допустити передачу Тайваня під владу Японії. 23 травня в Тайбеї прибічники Фенцзя проголосили створення вільної та демократичної Республіки Тайвань (Формоза). Тан Цзінсун, цінський генерал-губернатор Тайваню, став першим президентом республіки, а його товариш Лю Юнфу, відставний командир Армії Чорного Прапора, національний герой Китаю за перемогу над французами був призначений головнокомандувачем армії. Фактично Лю Юнфу отримав повноваження формувати повстанські загони для протистояння японцям. На материковій частині Китаю Чжан Чжідун, могутній генерал-губернатор Лянцзяна, підтримував формозський рух опору. Чень Цзітуна, китайського дипломата, який мав практику ведення відносин з європейцями, призначили міністром закордонних справ Республіки.

## Декларація незалежності
Декларація не збереглася в оригіналі китайською мовою, хоча її англійську версію записав американський воєнний кореспондент Джеймс Уілер Девідсон, який перебував у Тайбеї.

Офіційна декларація незалежності Республіки Формоза (Тайвань).
Японці образили Китай, анексувавши нашу територію — Формозу, і наші благання, жителів Формози, до Престолу були марними. Тепер ми дізнаємося, що японські раби ось-ось прибудуть.
Якщо ми впустимо їх, то земля наших предків стане землею дикунів і варварів, але якщо ми цього не допустимо, ми покажемо, що не слабкі. Під час переговорів з іноземними державами, нас вони запевняли, що населення Формози повинно проголосити незалежність, щоб вони могли нам допомогти.
Отже, тепер ми, жителі Формози, безповоротно сповнені рішучості померти, аніж будемо служити ворогові. І ми в Раді постановили проголосити на всьому острові Формоза республіканську державу. І від сьогодні управління всіма нашими державними справами буде здійснюватися під час обговорень і рішень осіб, публічно обраних нами, народом. Але, оскільки, в нашій справі опору японській агресії й для організації нової адміністрації, потрібна людина, в руках якої буде зосереджена повнота всієї влади, ця людина забезпечуватиме мир у наших домівках, ми впевненні, що ним повинен бути генерал-губернатор Тан Цзінсун, якого ми обрали нашим президентом.
Виготовимо офіційну печатку, і на другий день п’ятого місяця, о півночі [9 ранку 25 травня], вона буде публічно представлена перед населенням всієї Формози. Рано вдосвіта того дня всі ми, знатні особи, фермери, торговці, ремісники та всі інші люди Формози повинні зібратися в Домі зборів Туан Фан, щоб могли серйозно та урочисто засвідчити нашу незалежність.
Нехай не буде ні зволікання, ні помилки. Декларація всієї Формози. [Печатка червоного кольору]
Оригінальний текст (англ.)
Official Declaration of Independence of the Republic of Formosa.
The Japanese have affronted China by annexing our territory of Formosa, and the supplications of us, the People of Formosa, at the portals of the Throne have been made in vain. We now learn that the Japanese slaves are about to arrive.
If we suffer this, the land of our hearths and homes will become the land of savages and barbarians, but if we do not suffer it, our condition of comparative weakness will certainly not endure long. Frequent conferences have been held with the Foreign Powers, who all aver that the People of Formosa must establish their independence before the Powers will assist them.
Now, therefore, we, the People of Formosa, are irrevocably resolved to die before we will serve the enemy. And we have in Council determined to convert the whole island of Formosa into a Republican state, and that the administration of all our State affairs shall be organized and carried on by the deliberations and decisions of Officers publicly elected by us the People. But as in this new enterprise there is needed, as well for the resistance of Japanese aggression as for the organization of the new administration, a man to have chief control, in whom authority shall centre, and by whom the peace of our homesteads shall be assured—therefore, in view of the respect and admiration in which we have long held the Governor and Commander-in-Chief, Tang Ching Sung, we have in Council determined to raise him to the position of President of the Republic.
An official seal has been cut, and on the second day of fifth moon, at the ssu hour [9 a.m. 25 May], it will be publicly presented with all respect by the notables and people of the whole of Formosa. At early dawn on that day, all of us, notables and people, farmers and merchants, artizans and tradesmen, must assemble at the Tuan Fang Meeting House, that we may in grave and solemn manner inaugurate this undertaking
Let there be neither delay nor mistake. A Declaration of the whole of Formosa. [Seal in red as follows] An announcement by the whole of Formosa.

## Міжнародне визнання
Оскільки острів уже був переданий Японії за договором Сімоносекі, західні держави не мали підстав визнати незалежність Республіки Формоза. Діючи під керівництвом нової республіки, китайські війська могли протистояти японцям на Тайвані, технічно не порушуючи умов договору. якби вони досягнули успіхів та зберегли незалежність Тайвань зміг би повернутися під владу Китаю в майбутньому. Номінально, Республіка визнавала сюзеренітет Китаю над собою. Тому в Європі було мало симпатій до Республіки, попри її маніфест.

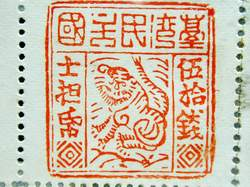
Поштова марка, випущена Республікою Формоза (Тайвань)

Попри значну неофіційну підтримку в Пекіні формозського руху опору, офіційна позиція цінського уряду полягала в тому, щоб Тайвань точно дотримувався умов Сімоносекського договору. Адже було докладено багато зусиль, щоб змусити Японію відмовитися від Ляодунського півострова, який відповідно до договору також було передано Японії. Агресивність Японської імперії викликала занепокоєння в Європі. Росія, Франція та Німеччина уклали спільну заяву, Потрійну інтервенцію, наприкінці квітня 1895 року прагнучи через тиск на Японію повернути Китаю Ляодунський півострів. 5 травня японці погодилися повернути Ляодунський півострів Китаю в обмін на збільшення контрибуції, але переговори про необхідні поправки до договору тривали до грудня 1895 року, і поки переговори тривали, японські війська залишалися на місці. Протягом цього періоду китайська влада, прагнучи не образити Японію, дезавуювала республіканський рух опору на Тайвані. Незадовго до проголошення республіки Формоза Лі Цзінфану доручив племіннику та прийомному синові сановника Китаю Лі Хунчжана, відправитися на Тайвань і оголосити про передачу острова Японії. 20 травня він також надіслав імператорський указ до Тайбею, де вимагав від Тан Цзінсуна наказати всім цивільним чиновникам династії Цін, а також усім офіцерам і солдатам залишити Тайвань. Самому Тану було наказано повернутися до Пекіна.

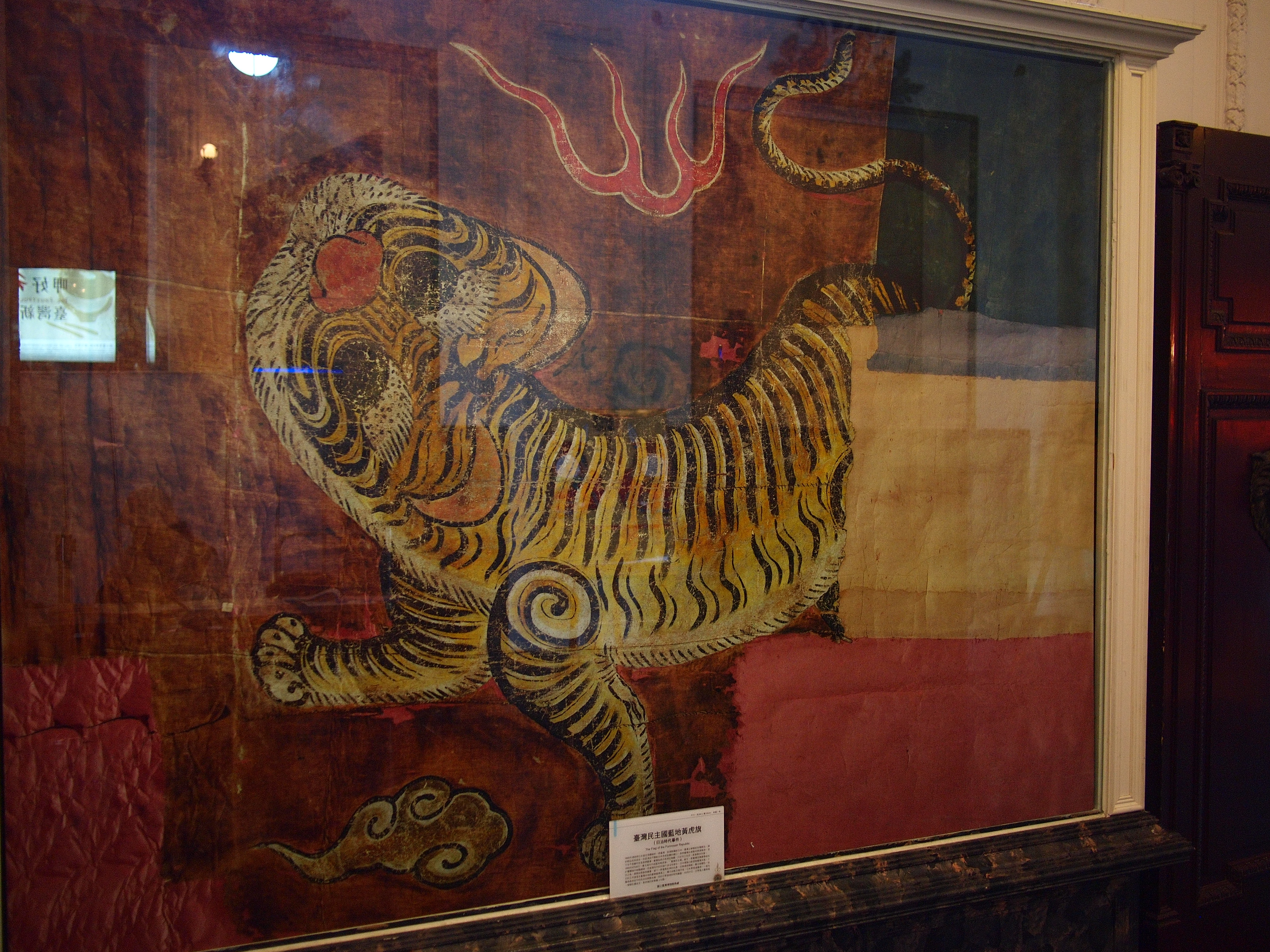
Національний прапор Республіки Формоза (Тайвань) 1895 року виставлений у Національному музеї Тайваню

Відкинута європейською громадською думкою та офіційно дезавуйована Китаєм, Республіка Формоза (Тайвань) проіснувала лише один тиждень. За цей час Республіканці прийняли національний прапор із жовтим тигром на блакитному тлі, наказали виготовити велику срібну державну печатку, почали випускати паперові гроші та поштові марки від імені Республіки. Міністр закордонних справ Чень Цзітун, який багато років жив у Франції, був відповідальним за створення більшої частини цієї республіканської символіки.

## Адміністративна організація
Для республіканського парламенту та республіканських міністерств були знайдені приміщення в ямені колишньої адміністрації Цін у Тайбеї. Тан Цзінсун, президент республіки, залишився у палацовому Будинку уряду, який він раніше займав як цінський генерал-губернатор Формози. Уряд Тана складався з глав чотирьох великих державних міністерств (армії, флоту, внутрішніх справ і закордонних справ), які керували своїми міністерствами з великих ямень, які раніше були приміщеннями провінційної скарбниці. Ямень, який раніше використовувався як штаб-квартира Ради оборони, став будівлею парламенту. Військово-морське відомство розмістилося в приміщенні старого військового секретаріату.

## Оборона острова
Знаючи про неминучість японської висадки, республіканці за малий час, який у них був, підготували мінімальну оборону острова. Тайвань у травні 1895 року не відчував нестачі в солдатах. Тан Цзінсун, щоб підняти моральний дух, значно перебільшував їх кількість, стверджуючи, що він мав під своїм командуванням 150 000 солдатів і добровольців. Загалом, за підрахунками експертів, по всьому острову перебувало 75 000 солдатів, з яких 50 000 були на півночі та 25 000 — на півдні. До складу цих військ входили регулярні солдати гарнізону Цін, місцеві добровольці та загони ополчення хакка, спішно сформовані за наказом Цю Фенцзя.
Цінський гарнізон Формози нараховував близько 50 000 солдатів, озброєних здебільшого сучасними багатозарядними гвинтівками. Лю Юнфу командував приблизно 20 000 солдатами на півдні, навколо Тайнаня, тоді як Цю Фенцзя командував гарнізонами в центральній частині острова, можливо, ще 10 000. 30 000 солдатів півночі були під командуванням китайського адмірала Ян. Можливо, місцеві добровольчі та міліційні загони хакка нараховували ще 25 000 осіб.

## Захоплення Тайваню (Формози)

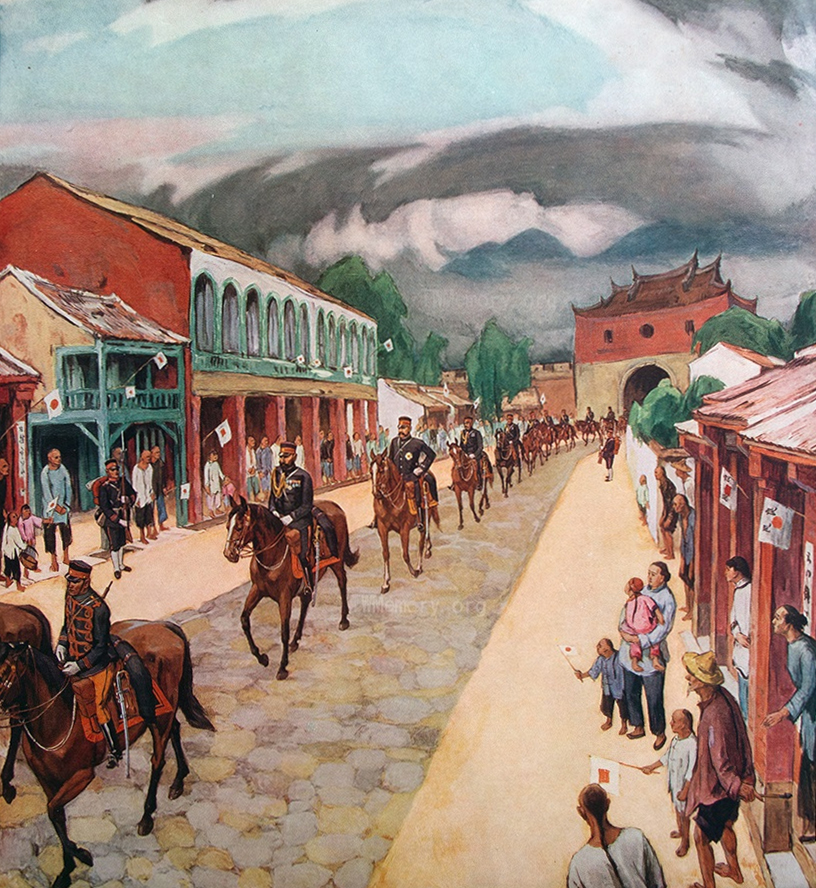
Японські війська входять у Тайбей 11 червня 1895 року

Республіка Формоза (Тайвань) проіснувала лише п'ять місяців. 29 травня 1895 року японці висадилися біля Цзілуна на північному узбережжі Тайваню і під час п'ятимісячної кампанії просунулися на південь до Тайнаня. У ніч на 4 червня після звістки про те, що японці захопили Цзілун, президент Тан і генерал Цю втекли до Тамсуї, а звідти відпливли на материк увечері 6 червня. Незабаром японці увійшли в Тайбей.
Після втечі Тана керівництво Республікою перебрав на себе Лю Юнфу. Однак він відмовився бути президентом і залишив собі посаду головнокомандувача опору японцям. Захоплення Тайнаня стало для японців як політичною, так і воєнною перемогою. Протягом наступних трьох місяців, попри те, що їхнє просування сповільнювалося партизанською активністю, японці завдавали поразки формозським військам. Перемога японців у Багуашані 27 серпня, де відбулася найбільша битва, яка коли-небудь велася на території Тайваню, прирекла опір формозців. Падіння Тайнаня 21 жовтня поклало край організованому опору японській окупації та стало початком п'яти десятиліть японського панування на Тайвані.
Одним із борців опору республіки був Лінь Сень, майбутній президент Республіки Китай. Під час Другої світової війни Лінь закликав союзників включити повернення Тайваню до вимог капітуляції Японії, що було здійснено незабаром після його смерті Каїрською декларацією. По всьому острову є дороги, названі на його честь[джерело?].

## Історичне значення
Попри схожість між їхніми назвами, сучасні прихильники незалежності Тайваню, які закликають до проголошення Республіки Тайвань, з обережністю стверджують про зв'язок із Республікою 1895 року. Причиною цього є те, що Тан Цзінсун і його прихильники продовжували визнавати владу Китаю над собою, тоді як сучасні прихильники Республіки Тайвань прагнуть повної незалежності. Нітобе Інадзо писав: «Пан Тан був обраний президентом, і Республіка Формоза проіснувала три-чотири місяці, не залишивши по собі нічого, крім кількох цінних для колекціонерів поштових марок».

## Лідери
| № | Портрет | Ім'я (роки життя) | Місце народження        | Термін повноважень                                        | Термін повноважень                           | Днів |
| - | ------- | --- | ----------------------- | --------------------------------------------------------- | -------------------------------------------- | ---- |
| 1 |         | Тан Цзінсун 唐景崧 Táng Jǐngsōng (Мандарин) Tn̂g Kéng-siông (Хоккієн) Thòng Kín-chhiùng (Хакка) (1841–1903) Президент    | Гуйлінь, Гуансі, Китай  | 25 травня 1895 Юнцин 1-5-25 Ґуансюй 21-5-2 Мейдзі 28-5-25 | 5 червня 1895 Юнцин 1-6-5 Мейдзі 28-6-5      | 13   |
| 2 |         | Лю Юнфу 劉永福 Liú Yǒngfú (Мандарин) Lâu Éng-hok (Хоккієн) Liû Yún-fuk (Хакка) (1837–1917) Головнокомандувач руху опору | Ціньчжоу, Гуансі, Китай | 5 червня 1895 Юнцин 1-6-5 Мейдзі 28-6-5                   | 21 жовтня 1895 Юнцин 1-10-21 Мейдзі 28-10-21 | 138  |

## У масовій культурі
- У 2007 році Фонд суспільного телебачення Тайваню транслював 20-серійну історичну драму «Війна зради 1895» (亂世豪門).
- Тайванський фільм «1895» вийшов на екрани в 2008 році. Він заснований на романі Лі Цзяо (李喬).

### Цитування
1. ↑  Wright, David Curtis (1 січня 2011). The History of China (англ.). ABC-CLIO. с. 113. ISBN 9780313377488. In May 1895 a short-lived republic was declared in Taiwan …
2. ↑  Republic of Formosa. Most Short-Lived Government That Has Ever Existed. Sacramento Daily Record-Union. Sacramento. 20 липня 1895. с. 8. Denby confirms the statement made that a republican form of government was instituted, and says: 'This republic will pass into history as the most short-lived government that ever existed.'
3. ↑  Government Information Office (2011). The Republic of China Yearbook 2011 (PDF). Republic of China (Taiwan): Government Information Office. с. 46. Архів оригіналу (PDF) за 14 травня 2012.
4. ↑  Davidson, James W. (1903). The Island of Formosa, Past and Present: history, people, resources, and commercial prospects: tea, camphor, sugar, gold, coal, sulphur, economical plants, and other productions. London and New York: Macmillan. OL 6931635M
5. 1 2 3  Takekoshi, 1907
6. 1 2 3 4  Davidson, 1903
7. 1 2  Davidson, 1903; Takekoshi, 1907
8. ↑  Paine, 2003, page numbers to be supplied
9. ↑  Lamley, 1968
10. ↑  PING-HUI, LIAO; WANG, DAVID DER-WEI (2006). Taiwan Under Japanese Colonial Rule, 1895–1945: History, Culture, Memory. Columbia University Press. ISBN 978-0-231-51081-3.
11. ↑  Nitobe, Inazo (1912). Japan as a Colonizer. The Journal of Race Development. 2 (4): 351. doi:10.2307/29737924. JSTOR 29737924. There were at that time some Imperial Chinese soldiers still remaining on the island, but on hearing of its cession to Japan they were required to disarm and leave the country. Many did so, but a few remained to oppose our army; and then also there were a few patriots who did not feel ready to accept our terms, not ready to accept an alien rule—and these either left the island or took up arms against us. Since there was now no government, some of the so-called patriots proclaimed a republic, one of the very few republics, (I say one of the very few because this is not the only case —we had a similar instance in Japan), that were started in Asia. Mr. Tang was elected president and the Republic of Formosa lasted three or four months, leaving behind nothing but some post-stamps valuable for collectors. At this time the professional brigands took this opportunity of general disturbance to ply their trade. I dare say the peaceful inhabitants of the island suffered more from the hands of their own countrymen, that is, largely from Chinese troops and brigands, than they did from us. Evidence of this lies in the fact that several towns received our army with open arms as a deliverer from robbery and slaughter. Though the island was pacified no one knew what was to happen next. We did not understand the character of the people. Very few Japanese could speak Formosan and fewer Formosans could speak Japanese. There was naturally mutual distrust and suspicion. The bandits abounded everywhere. Under these conditions military rule was the only form of government that could be adopted until better assurance could be obtained of the disposition of the people. For this purpose it was calculated that some ten million yen, I may say five million dollars, was yearly needed for the pacification and government of Formosa.